# Llista d'alcaldes de Llinars del Vallès
Llista de batlles de Llinars del Vallès:
- Josep Vila i Sabatés (1900 - 1905)
- Tomàs Moratones i Guinart (1905 - 1909)
- Montserrat Cullel i Coll (1909 - 1912)
- Jaume Bachs i Rafart (1912 - 1914)
- Ferran Rafart i Bachs (1914 - 1918)
- Marià Rossell i Bordoy (1918 - 1923)
- Tomàs Nogueras i Rius (1923 - 1924)
- Montserrat Cullel i Coll (1924 - 1927)
- Eudald Bach i Prat (1927 - 1930)
- Joan Casellas i Jané (1930 - 1931)
- Joan Baladia i Deulofeu (1931 - 1934)
- Josep Serra i Gili (1934 - 1935)
- Joan Casellas i Jané (1935 - 1936)
- Josep Serra i Gili (1936 - 1938)
- Joan Draper i Alfaràs (1939 - 1945)
- Salvador Prat i Pou (1945 - 1951)
- Joan Cullel i Malla (1951 - 1966)
- Salvador de Sanromà i Vellvehí (1966 - 1973)
- Miquel Jané i Majoral (1973 - 1979)
- Josep Carbonell i Ribalta (1979 - 1981)
- Julià Barrantes i Miranda (1981 - 1987)
- Joan Masuet i Puxeu (1987 - 1991)
- Joan Casellas i Novell (1991 - 1992)
- Joan Masuet i Puxeu (1992 - 1997)
- Enric Roca i Ramon (1997 - 2001)
- Joan Casellas i Novell (2001 - 2003)
- Martí Pujol i Casals (2003 -)